# Maurice Sevajols
Maurice Sevajols, né le 11 avril 1915 à Le Poiré-sur-Vie, en Vendée, exécuté le 19 août 1944  à Baudrigues près de Carcassonne dans l'Aude par les Allemands, est un résistant français.

## Biographie
Fils d'instituteurs, il se destinait à une carrière d'enseignant.

## Carrière militaire
Il est appelé sous les drapeaux en 1936, et nommé aspirant de réserve en 1937 puis sous-lieutenant de réserve en 1938.
Il se rengage comme sous-officier au 14e régiment de tirailleurs algériens, est nommé aspirant d'active à l'École de Saint-Maixent en 1939, puis sous-lieutenant à l'École militaire de l'infanterie d’Aix-en-Provence) en 1941 et enfin lieutenant au 8e régiment d’infanterie de Montpellier en 1942.

## Résistance
Officier de l'armée d'armistice, il rejoint l’Organisation de résistance de l'armée (ORA).
Après l'invasion de la zone libre, il est reversé dans l'administration des contributions directes des Pyrénées-Orientales. Sous cette couverture, il résiste activement au sein du réseau Gallia (agent P2). Durant cette période, il établit un relevé complet des organisations allemandes entre Canet-Plage et Argelès-sur-Mer et participe à la création du maquis de Llauro.
Arrêté à Perpignan le 7 août 1944 à la suite d'une imprudence d'un de ses camarades de réseau, il est détenu à la citadelle de Perpignan jusqu'au 15 août 1944 puis transféré à la prison de Carcassonne. Il est exécuté par les Allemands au Domaine de Baudrigues (Roullens - Aude) le 19 août 1944 avec d'autres résistants parmi lesquels Jean Bringer, Aimé Ramond, Simon Batlle, Jacques Bronson.

## Décorations et citations
- Chevalier de la Légion d'honneur.
- Croix de guerre 1939–1945, palme de bronze
- Citation à l'ordre de l'Armée (10 avril 1945).
- Citation à l'ordre du Régiment (30 juin 1940).
- Promu capitaine à titre posthume.